# Coole Streicher

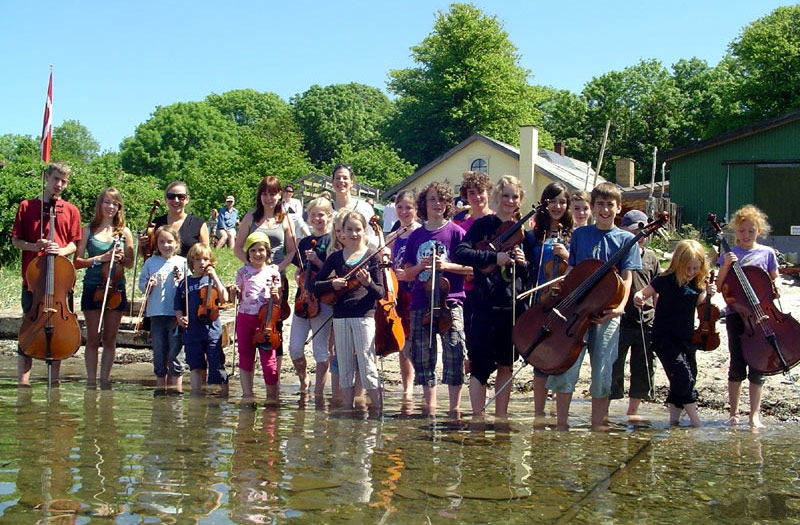
Die Coolen Streicher bei einem Probenwochenende im Jahr 2010

Die Coolen Streicher sind ein Hamburger Kinderorchester, das 1993 von den beiden Geigerinnen des Quartetts Salut Salon, Angelika Bachmann und Iris Siegfried gegründet wurde. In dem Orchester spielen ca. 30 Kinder zwischen 5 und 19 Jahren zusammen Geige, Cello, Bratsche und Kontrabass. Die Coolen Streicher sind eines von drei Kinderprojekten von Salut Salon.

## Das Konzept
Das musikpädagogische Konzept, das den Coolen Streichern zugrunde liegt, ermöglicht es Kindern und Jugendlichen unterschiedlicher Niveaus, zusammen zu musizieren. Die Stücke – das Repertoire aus unterschiedlichen Genres reicht von Bach bis Tango – werden so arrangiert, dass jedes Kind die Stimme spielt, die seinen Fähigkeiten entspricht – vom Zupfen über das Streichen leerer Saiten bis hin zu anspruchsvollen Stimmen. Eine Auswahl von Arrangements von Angelika Bachmann ist unter dem Titel „Flexible Strings“ erschienen (Breitkopf & Härtel). Keimzelle des Orchesters waren Kinder, die Angelika Bachmann und Iris Siegfried schon während ihrer Schulzeit unterrichteten. Im Elternhaus von Iris Siegfried, im Hamburger Stadtteil Tonndorf, hatten „Die coolen Streicher“ ihre ersten Auftritte. Sie spielten ihre Stücke auswendig und fanden das cool (daher der Name).

## Auszeichnungen
- 2004 „inventio“ als innovativstes Musikprojekt Deutschlands[3]
- Mehrfach 1. Preise beim jährlichen LTM-Wettbewerb Hamburg
- 2009 Sonderpreis der Hubertus-Wald Stiftung Hamburg
- 2011 Bundesverdienstkreuz für Angelika Bachmann und Iris Siegfried für ihre musikpädagogische Arbeit mit den Coolen Streichern sowie für ihr zweites Kinderprojekt „The Yong ClassX“ in Hamburg und ihr Engagement als Patinnen der Musikschule Escuela Popular de Artes im Elendsviertel Achupallas von Viña del Mar / Chile.[4][5]

## Engagement
Zusammen mit dem Hamburger Quartett Salut Salon treten die Coolen Streicher bei Benefiz-Konzerten für die Escuela Popular de Artes auf. Seit 2003 sind Salut Salon Patinnen der Musikschule in Chile – ein Projekt der Kindernothilfe. „Die coolen Streicher“ waren 2005 in Chile auf Tour und spielten mit Kindern aus Chile beim Gegenbesuch in Deutschland u. a. mit den Berliner Symphonikern in der Philharmonie.